# Ismet
 (octobre 2012).
 (juin 2015).
Si vous disposez d'ouvrages ou d'articles de référence ou si vous connaissez des sites web de qualité traitant du thème abordé ici, merci de compléter l'article en donnant les références utiles à sa vérifiabilité et en les liant à la section « Notes et références ».
Ismet (en turc İsmet) est la forme turque du prénom arabe Ismat. En plus de la Turquie, des variantes du prénom existent également en albanais, en bosniaque et en macédonien. Le prénom signifie « honnêteté » ou « pureté ».

## Prénom
- İsmet Atlı (1931-2014), médaillé olympique turc en lutte libre.
- Ismet Bekrić (1947-), poète, un écrivain et un journaliste bosnien.
- İsmet Güney (1932-2009), artiste et peintre chypriote turc.
- İsmet Hürmüzlü (1938-2013), acteur, scénariste et régisseur turkmène d'Irak.
- İsmet İnönü (1884-1973), militaire et homme politique turc.
- Ismet Jashari, membre albanais du mouvement UCK.
- İsmet Miroğlu (1944-1997), académicien turc.
- İsmet Özel, poète turc.
- Ismet Selim, footballeur macédonien.
- Ismet Stilic, joueur de football bosnien.
- İsmet Uluğ (1901-1975), footballeur turc.
- İsmet Yılmaz (1961-), homme politique turc.

- Pour l'ensemble des articles sur les personnes portant ce prénom, consulter :
  - la liste des articles dont le titre commence par ce prénom
  - les listes produites par Wikidata : Liste des personnes de prénom « Ismet » — même liste en incluant les éventuels prénoms composés qui contiennent « Ismet ».